# Parco Butovskij
Il parco Butovskij (in russo Бутовский лесопарк?, Butovskij lesopark) è un parco urbano situato a Mosca e nella sua oblast', estendendosi lungo il tragitto di strade di importanza federale, sul territorio del Leninskij rajon dell'oblast' di Mosca e dei quartieri moscoviti di Južnoe Butovo e Severnoe Butovo. L'area verde ospita una delle tenute più antiche di Mosca, la tenuta Znamenskoye-Sadki, appartenente alla famiglia Trubeckoj. Il parco è stato fondato nel 1935.

## Flora
La flora è dominata dal bosco di latifoglie (si possono ammirare querce, tigli, betulle, così come peri e meli) ma non sono rare le piante di conifere (pini, larici di diverso genere trasportati nel parco moscovita da altre regioni della Russia). Si stima che circa il 33% della flora del parco sia occupato da betulle. L'età media degli alberi è di circa 65 anni, tuttavia si possono scoprire piante ben più antiche, arrivanti persino a 200 anni dall'anno di apertura del parco. Il parco cittadino presenta alcune specie di piante protette, esse sono prevalentemente l'anemone, la genziana, la polmonaria, il mughetto, la campanula latifolia e la campanula persicifolia. Oltre alle rare specie protette, il parco è terreno di crescita di piante tradizionali come la fragola di bosco, la lappoletta, l'asarum, il geum, l'aegopodium, la stellaria, l'ajuga, la poa, la deschampsia, il melampyrum e l'alchemilla. In tutto si stimano circa 126 piante diverse.

## Fauna
I volatili più diffusi sono la luscinia e la accipitrinae.